# ウェズリー・デワート
ウェズリー・アブナー・デワート(英語: Wesley Abner D'Ewart, 1889年10月1日 - 1973年9月2日)は、アメリカ合衆国の政治家、共和党員。 1945年からアメリカ合衆国下院議員を通算5期務めた。

## 経歴・人物
ウェズリー・デワートはマサチューセッツ州ウースターでウィリアム・ジョン・デワートとメアリー・エリザベス・バーナードの間に生まれた。ワシントン州立大学で教育を受けた後、1910年にモンタナ州パーク郡ウィルソールに移住し、森林局の職員を務めた。その後、モンタナ州下院議員、モンタナ州上院議員を歴任した。

### 政治家として
1945年1月15日、モンタナ州第2選挙区から選出されたジェイムズ・オコナー下院議員が死去した。同年特別選挙が行われ、共和党のデワートが当選し、オコナーの残り任期約1年半あまりを引き継いだ。その後、1952年選挙に至るまで5選を果たした。1954年、デワートは再選を目指さずに、連邦上院議員選挙に出馬し、民主党現職のジェームズ・E・マレー上院議員と議席を争ったが、接戦の末にデワートはマレーに敗れた。
1955年からデワートは1年の間、農務長官の補佐官として干拓事業の職務についた後、内務省次官補、農務長官特別代表といった政府の職を歴任した。
モンタナ州知事のヒューゴ・アロンソンが1960年選挙に出馬せず、辞職を表明。デワートは知事を目指して立候補を表明したが、共和党予備選で元州上院議員のドナルド・グラント・ナッターに僅か561票差で敗れた。

### 政界引退
デワートは政界を引退し、モンタナ州ウィルソールに居住し、共和党員として政治活動を続けた。1973年9月2日、モンタナ州リビングストンで死去。同地のマウンテン・ビュー墓地に埋葬された。

## 出版物
- D'Ewart, Wesley. Eisenhower Administration Project. [New York]: Columbia University Oral History Research Office, 1967.